# Skyrunner World Series 2015
Navigation
2014 2016
Le Skyrunning World Series 2015 est la quatorzième édition du Skyrunner World Series, compétition internationale de skyrunning fondée en 2002 par la Fédération internationale de skyrunning. 

## Programme

### Sky
| Nom de la course       | Distance | Dénivelé   | Pays       | Date             | Vainqueur          | Vainqueure        |
| ---------------------- | -------- | ---------- | ---------- | ---------------- | ------------------ | ----------------- |
| Dolomites SkyRace      | 22 km    | 1 950 m D+ | Italie     | 19 juillet 2015  | Tadei Pivk         | Megan Kimmel      |
| Matterhorn Ultraks 46K | 46 km    | 3 600 m D+ | Suisse     | 22 août 2015     | Martin Anthamatten | Elisa Desco       |
| The Rut 25K            | 25 km    | 2 286 m D+ | États-Unis | 5 septembre 2015 | Rémi Bonnet        | Megan Kimmel      |
| Lantau 2 Peaks         | 23 km    | 1 705 m D+ | Chine      | 4 octobre 2015   | Rémi Bonnet        | Yngvild Kaspersen |
| Limone Extreme         | 23 km    | 2 000 m D+ | Italie     | 18 octobre 2015  | Rémi Bonnet        | Laura Orgué       |

### Ultra
| Nom de la course            | Distance | Dénivelé   | Pays       | Date              | Vainqueur             | Vainqueure      |
| --------------------------- | -------- | ---------- | ---------- | ----------------- | --------------------- | --------------- |
| Transvulcania Ultramarathon | 75 km    | 4 415 m D+ | Espagne    | 9 mai 2015        | Luis Alberto Hernando | Emelie Forsberg |
| 80 km du Mont Blanc         | 80 km    | 6 000 m D+ | France     | 27 juin 2015      | Alex Nichols          | Mira Rai        |
| Tromsø Skyrace              | 45 km    | 4 400 m D+ | Norvège    | 2 août 2015       | Jonathan Albon        | Emelie Forsberg |
| The Rut 50K                 | 50 km    | 3 048 m D+ | États-Unis | 6 septembre 2015  | Franco Collé          | Emelie Forsberg |
| Ultra Pirineu               | 110 km   | 6 800 m D+ | Espagne    | 19 septembre 2015 | Kilian Jornet         | Emelie Forsberg |

### Vertical
| Nom de la course                      | Distance | Dénivelé   | Pays       | Date             | Vainqueur           | Vainqueure       |
| ------------------------------------- | -------- | ---------- | ---------- | ---------------- | ------------------- | ---------------- |
| Kilomètre Vertical Face De Bellevarde | 2,9 km   | 1 000 m D+ | France     | 10 juillet 2015  | François Gonon      | Laura Orgué      |
| Dolomites Vertical Kilometer          | 2,1 km   | 1 000 m D+ | Italie     | 17 juillet 2015  | Philip Goetsch      | Christel Dewalle |
| Tromsø Vertical Kilometer             | 2,7 km   | 1 044 m D+ | Norvège    | 1er août 2015    | Stian Angermund-Vik | Emelie Forsberg  |
| Lone Peak Vertical Kilometer          | 4 km     | 1 057 m D+ | États-Unis | 4 septembre 2015 | Rémi Bonnet         | Laura Orgué      |
| Limone Extreme Vertical Kilometer     | 3,1 km   | 1 080 m D+ | Italie     | 16 octobre 2015  | Rémi Bonnet         | Christel Dewalle |